# Provincia Giresun
Provincia Giresun este o provincie a Turciei cu o suprafață de 6,934 km², localizată în partea de nord a țării, pe țărmul Mării Negre.